# Bucky O'Hare... contre les Krapos !
Bucky O'Hare... contre les Krapos ! (Bucky O'Hare and the Toad Wars!) est une série télévisée d'animation et de science-fiction américano-française en treize épisodes de 23 minutes, créée par Larry Hama d'après la bande dessinée éponyme, produite par Sunset Animation Studios et IDDH, et diffusée entre le 1er septembre et le 24 novembre 1991 en syndication.
En France, les 10 premiers épisodes ont été diffusés du 9 février 1992 au 12 avril 1992 dans Youpi ! sur La Cinq. La série s'interrompt car La Cinq cesse d'émettre. Rediffusion dans son intégralité à partir de septembre 1992 dans M6 Kid sur M6. Rediffusion du 5 juillet 1999 au 17 juillet 1999 dans Anime tes vacances sur France 2.

## Synopsis
Bucky est un lapin humanoïde vert commandant d'un équipage d'un vaisseau des « Animaux Unis ». Son but est de lutter contre les méchants Krapos contrôlés par une intelligence artificielle nommée Komplex.
Son équipage est composé de Canard d'œil, le tireur d'élite, Bruce le chef mécanicien, Cyclor l'androïde, Jenny le second et Willy un jeune garçon terrien.

## Fiche technique
- Maison de production : Série franco-américaine 13 × 26 min (IDDH-Sunbow)
- Année de production : 1990
- Réalisation : Jay Bacall
- Musique Originale : Doug Katsaros U.S.A
- Sound Design : Bell X-1, Gilbert Courtois
- Bruiteur : Bertrand Amiel
- Mixage : Studio Ramses

## Épisodes
1. La guerre des pustules (War of the Warts)
2. Une poignée de Simoeens (A Fistful of Simoleans)
3. La brute, le bon, l'affreux (The Good, the Bad and the Worty)
4. Doux marécages (Home, Swampy, Home)
5. Coup de soleil (On the Blink)
6. La conspiration Keaton (The Kreation Konspiracy)
7. La fête à Komplex (The Komplex Caper)
8. À la recherche de Bruce (The Search for Bruce)
9. Les canards corsaires (The Corsair Canards)
10. Les artificiers d'Aldebaran (The Artificers of Aldeberan)
11. Les guerriers (The Warriors)
12. Bye bye babouins cogneurs (Bye, Bye Berserker Baboon)
13. La capture du pilote Jenny (The Taking of Pilot Jenny)

## Voix

### Voix originales
- Jason Michas : Bucky O'Hare
- Samuel Vincent : Cyclor (AFC Blinky)
- Margot Pinvidic : Jenny
- Shane Meier : Willy DuWitt
- Scott McNeil : Canardoeil (Deadeye Duck)
- Long John Baldry : KOMPLEX
- Dale Wilson : Malabar (Bruiser)
- Garry Chalk : Al Negator

### Voix françaises
- Bernard Bollet : Bucky O'Hare
- Bernard Demory : Cyclor
- Marie-Françoise Sillière : Jenny
- Françoise Blanchard : Willy
- Jean-Paul Coquelin : Chef des Krapos

## Commentaires
Bucky est la conséquence des quotas de production française imposés à la fin des années 1980. La Cinq produira ainsi plusieurs dessins animés dont Manu, Bucky O'Hare, Barnyard Commandos et La Petite Boutique. Les deux derniers n'ayant pu être diffusés pour cause de dépôt de bilan de La Cinq, c'est M6 qui les récupérera pour les diffuser en 1992-1993 dans M6 Kid.